# مقاطعة جيفيرسون (أوكلاهوما)
مقاطعة جيفيرسون (بالإنجليزية: Jefferson County)‏ هي إحدى مقاطعات ولاية أوكلاهوما في الولايات المتحدة الأمريكية.